# Коррея-Пинту
Коррея-Пинту (порт. Correia Pinto)  —  муниципалитет в Бразилии, входит в штат Санта-Катарина. Составная часть мезорегиона Серрана. Входит в экономико-статистический  микрорегион Кампус-ди-Лажис. Население составляет 14 838 человек на 2008 год. Занимает площадь 651,614 км². Плотность населения — 26,1 чел./км².

## История
Город основан 10 мая 1982 года. 

## Статистика
- Валовой внутренний продукт на 2003 составляет 313.173.474,00 реалов (данные: Бразильский институт географии и статистики).
- Валовой внутренний продукт на душу населения на 2003 составляет 18.421,97 реалов (данные: Бразильский институт географии и статистики).
- Индекс развития человеческого потенциала на 2000 составляет 0,772 (данные: Программа развития ООН).